# 中山高速公路
中華民國國道一號，又稱國道一號、中山高速公路（英語：Sun Yat-sen Freeway），簡稱國一、中山高、一高，是臺灣第一條高速公路，連接臺灣西部各大都市、城鎮，以及臺灣南北兩大港口高雄港與基隆港，為臺灣西部走廊、乃至臺灣陸上交通重要的大動脈。全長374.3（232.6英里），是臺灣第二長的高速公路，僅次於福爾摩沙高速公路；但與福爾摩沙高速公路相比，串聯區域以臺灣各都會區的核心地帶為主，因此交通上也較繁忙。
- 中山高速公路起點基隆端
- 位於雙北市界、橫越淡水河的淡水河橋。
- 五股交流道南下出口，旁為汐止五股高架橋(交流道名稱標誌更新前)。
- 泰山段空照圖，可見雙層的五股楊梅高架橋。
- 三義路段，設有爬坡車道供慢速車通行。
- 台中系統交流道北上出口，銜接國道四號。
- 聯結彰化縣與雲林縣，橫越濁水溪的中沙大橋，為紀念沙烏地阿拉伯出資協助而命名。
- 仁德交流道北側匝道。
- 仁德交流道南下出口（更名前）：兩側預留興建高架橋之空間，故路牌門架外型較為為特殊。
- 中山高速公路近臺南市仁德區。
- 高雄交流道南下A出口（預告更新前）。

## 概述
中山高速公路的前身為1964年通車的麥帥公路，為台灣第一條汽車專用公路。中山高速公路於1971年8月14日正式動工，原麥帥公路大部分路段（今基隆－臺北內湖南京東路出口路段）拓寬併入中山高速公路，1974年第一階段三重－中壢（內壢）通車，至1978年全線（基隆－高雄）通車。2006年2月10日，全線電子道路收費系統（ETC）正式啟用。
中山高速公路北起基隆市，南抵高雄市，全長374.3公里（早期為373.2公里，不含基隆端前700公尺高架聯絡道），起於基隆市獅球嶺（中興、大業隧道口），沿途經過新北市、臺北市、桃園市、新竹縣、新竹市、苗栗縣、臺中市、彰化縣、雲林縣、嘉義縣、嘉義市、臺南市，最後止於高雄市新生路、漁港路口，可通往高雄港及旗津過港隧道；通過的城鎮大都為繁榮的大城市還有工業區，車流量較大，因此大貨車的事故較常發生。由於車流量龐大，目前已拓寬部分路段，並建有汐止五股高架道路、五股楊梅高架道路等2個高架拓寬路段，藉此改善車流擁塞的狀況。
中山高速公路大安溪橋北端以北速限每小時100公里，大安溪橋北端至楠梓交流道速限每小時110公里，楠梓交流道至五甲交流道速限每小時100公里，五甲交流道至高雄端速限每小時60~80公里，匝道及環道限速每小時30~60公里。僅有的兩個隧道皆位在基隆市，分別為大業隧道（北上）和中興隧道（南下），速限皆為每小時60公里。另外於花壇、民雄、麻豆、仁德等四個路段設有戰備跑道，供軍用飛機於戰時緊急起降之用，原設於中壢路段的戰備跑道，已於2006年3月解除管制。

## 歷史

### 1961年至1999年
- 1961年5月，北基新路開工。
- 1961年5月2日，中興隧道開工。
- 1963年8月中旬，中興隧道完工，當時乃麥帥公路之一部份。
- 1964年5月2日，北基新路完工，起點基隆港孝二路，終點南京東路五段正氣橋。命名為麥克阿瑟公路，簡稱麥帥公路。編為省道台五甲線。
- 1970年
  - 時任行政院國際經濟合作發展委員會主任委員蔣經國力排眾議，通過南北高速公路興建案。
  - 6月8日，中華民國交通部成立交通部臺灣區高速公路工程局，著手規劃南北高速公路。
- 1971年8月14日，南北高速公路動土興建、大業隧道開工。
- 1974年7月29日，三重交流道至內壢交流道完工通車，總長30.1公里[3]。
- 1975年11月10日，內壢交流道至楊梅交流道完工通車。
- 1976年10月10日，台北交流道至三重交流道完工通車。
- 1977年
  - 7月1日，內湖交流道至圓山交流道、仁德交流道至高雄端通車。
  - 7月10日，由麥帥公路改建之基隆端至內湖交流道通車。麥帥公路大部併入中山高速公路。
  - 12月31日，圓山交流道至臺北交流道、楊梅交流道至新竹交流道、豐原交流道至台中交流道通車。
- 1978年
  - 5月19日，林口交流道至機場交流道拓寬工程動工。
  - 7月1日，新竹交流道至豐原交流道、台中交流道至王田交流道通車。
  - 9月1日，嘉義交流道至仁德交流道通車。
  - 10月31日，斗南交流道、王田交流道至嘉義交流道通車、林口交流道至機場交流道拓寬為雙向六線道完工，中沙大橋啟用，中山高速公路全線通車；全線速限統一為100公里，但五甲交流道以南限速80公里。
- 1979年
  - 4月15日，大業隧道通車（作為北上線），同時與中興隧道（改為南下線）納入南北高速公路路段。
  - 4月19日，行政院核定將臺灣區國道高速公路命名為中山高速公路[4]。
- 1980年11月，連接中正國際機場的機場交流道東出西入通車。
- 1981年8月10日，三重交流道至林口交流道拓寬為雙向八線道。
- 1982年7月，西螺交流道通車。
- 1983年
  - 1月，三義交流道通車。
  - 5月，湖口交流道通車。
  - 12月30日，水上交流道通車。
- 1984年9月17日，林口交流道至機場系統交流道拓寬為雙向八線道。
- 1986年
  - 2月1日，五股交流道通車。
  - 11月，八堵交流道通車。
- 1987年4月，林口交流道至楊梅交流道拓寬完成。
- 1989年9月11日，八掌溪橋因颱風災害毀損。
- 1992年7月22日，大林交流道通車。
- 1993年8月28日，連接國道三號的新竹系統交流道南出北入通車。
- 1995年7月，汐五高架——環北交流道至五股交流道通車。
- 1996年
  - 2月14日，連接國道三號的新竹系統交流道北出南入通車。
  - 3月21日，連接國道三號的汐止系統交流道北出南入通車。
  - 8月3日，汐五高架——堤頂交流道至環北交流道通車。
  - 9月1日至年底，試辦小型車回數票專用道。
  - 9月15日，竹北交流道通車。
- 1997年
  - 汐五高架——汐止端至堤頂交流道通車，汐五高架全線通車。
  - 8月24日，連接國道二號的機場系統交流道改建通車。
- 1998年
  - 1月1日，因地方民眾反彈，汐止收費站南下停止收費。
  - 12月25日，連接台76線快速公路的埔鹽系統交流道通車。
- 1999年
  - 8月16日，連接國道八號的台南系統交流道通車。
  - 11月14日，連接國道十號的鼎金系統交流道通車。
  - 12月，楊梅至新竹段拓寬工程完工。

### 2000年以後
- 2000年
  - 1月31日，連接國道三號的汐止系統交流道南下出口通車。
  - 7月18日，安定交流道通車。
  - 7月29日，東湖交流道通車。
  - 8月1日，連接國道三號的汐止系統交流道北上入口通車。
- 2001年
  - 1月1日，南屯交流道通車。
  - 1月20日，連接台66線快速公路的平鎮系統交流道通車。
  - 8月8日，北斗交流道通車。
  - 11月16日，連接國道四號的台中系統交流道通車。
- 2002年
  - 4月3日，連接台82線快速公路的嘉義系統交流道通車。
  - 12月27日，后里交流道通車。
- 2003年
  - 1月10日，瑞隆路匝道通車。
  - 4月，取消下坡路段降速限制規定。
  - 8月8日，連接台88線快速公路的五甲系統交流道通車。
  - 12月，新竹交流道至員林交流道拓寬工程完工，彰化交流道改建工程也隨之完工。
- 2004年
  - 1月11日，連接國道三號的彰化系統交流道通車。
  - 1月12日，連接台78線快速公路的雲林系統交流道通車。
  - 5月19日，連接台86線快速公路的仁德系統交流道通車。
- 2006年
  - 2月10日，實施電子收費（ETC）（試行國道電子收費第一代OBU系統）。
  - 9月29日，鼎金系統交流道至高雄交流道拓寬工程完工。
- 2008年
  - 3月16日，大安溪橋北端至楠梓交流道速限調高至時速110公里。
  - 9月，員林交流道至高雄交流道拓寬工程完工（除西螺至斗南間部分路段為臨時性之三線通車，係於既有路幅內配置雙向六車道，待虎尾交流道興建時一併拓寬）。
  - 9月14日，因為辛樂克風災，為配合臺13線后豐大橋斷裂修復工程，后里和月眉收費站暫停收費。
  - 10月22日，汐止收費站南下車道票亭已發包拆除，全部拆除工程於11月30日前完工。
- 2009年
  - 3月1日，后里收費站正式恢復收費，月眉收費站等待后豐大橋修建完成後，再評估是否繼續收費。
  - 3月3日，連接南科高雄園區聯絡道的高科交流道（342公里處），上午11點開放通車。
  - 11月21日，五楊高架動工。
- 2011年
  - 1月13日，南下4.6公里處在13日清晨5時50分左右，發生土石坍方，土石滑落路面，只剩1個車道可通行，所幸無人傷亡，高速公路局表示，是連續降雨造成的邊坡落石，外線車道受阻超過3小時，南下只有內車道可通行，直到上午9時14分清理完畢。坍落的土石長約10公尺、寬8公尺、深度2公尺[5]。
  - 7月31日：連接台62線快速公路的大華系統交流道通車[6]。
  - 10月2日：連接台84線快速公路（僅通東向）的下營系統交流道通車[7]。
  - 12月23日，連接縣道164號的民雄交流道，於中午12點開放通車。
- 2012年
  - 4月21日，銜接高鐵雲林站聯絡道路（縣道145乙線）的虎尾交流道，於下午3點開放通車。
  - 11月21日，銅鑼交流道往竹科銅鑼園區方向於下午3點通車（往銅鑼市區方向尚未通車）[8][9]。
  - 12月16日，五楊高架——中壢轉接道至楊梅端，於下午4點通車[10]。
- 2013年
  - 4月20日，五楊高架——五股轉接道至中壢轉接道通車，五楊高架全線通車。
  - 8月2日，連接台13線的頭屋交流道，於下午2點開放通車。
  - 10月20日，下營系統銜接台84線往西匝道隨「台84線學甲交流道至下營系統交流道通車」而開放。
  - 12月30日，實施國道計程收費。
- 2015年
  - 3月31日，國道1號原終點（里程372k+760）銜接漁港路之跨越中山四路高架橋（本屬市區道路），併同「高雄港聯外高架道路計畫」之「中山高延伸路廊」（漁港路高架橋），共計1.560公里，納編為國道1號。調整後國道1號延伸至高雄市前鎮區新生路與漁港路口之喇叭型交流道，終點里程由372k+760修正為374k+320。
  - 6月17日，為紓解鼎金系統交流道車流堵塞問題，在里程362公里處新增鼎力路匝道（僅南下出口，屬鼎金系統之一部分），於下午3點通車（連結鼎力路與仁雄路）。
  - 12月28日，高雄港聯外高架道路之中山高延伸路廊高雄端（中山四路－高雄港聯外高架道路）通車，速限60公里。
  - 12月30日，大灣交流道北上入口、迴轉道於下午3點開放通車[11]。
- 2016年
  - 6月24日，仁德交流道北上新入口啟用。
  - 7月6日，連接市道180號的大灣交流道南下出口，於下午4點開放通車[12]。
- 2017年
  - 1月26日，仁德交流道銜接裕農路之北上第二出口新增設完工通車。
  - 4月16日，連接基隆端之基隆港西高架橋（重建）通車[13]
  - 10月20日，五楊高架的校前路交流道於晚上8點開放通車。
  - 10月27日，銅鑼交流道銜接銅鑼市區的銅鑼灣大道通車[14]。
- 2018年
  - 11月9日，高雄端連接之高雄港聯外高架道路全線通車。
  - 11月30日，幼獅交流道改建為單點式鑽石型。
- 2021年
  - 12月25日，楊梅休息站正式啟用。
- 2022年
  - 11月1日，南下10公里處在1日上午11時左右，發生走山事故。
  - 11月2日，南下10公里處在2日晚上7時左右，再次發生走山事故。
- 2024年
  - 5月13日，連接台74線快速公路的大雅系統交流道通車。

## 設施

### 隧道

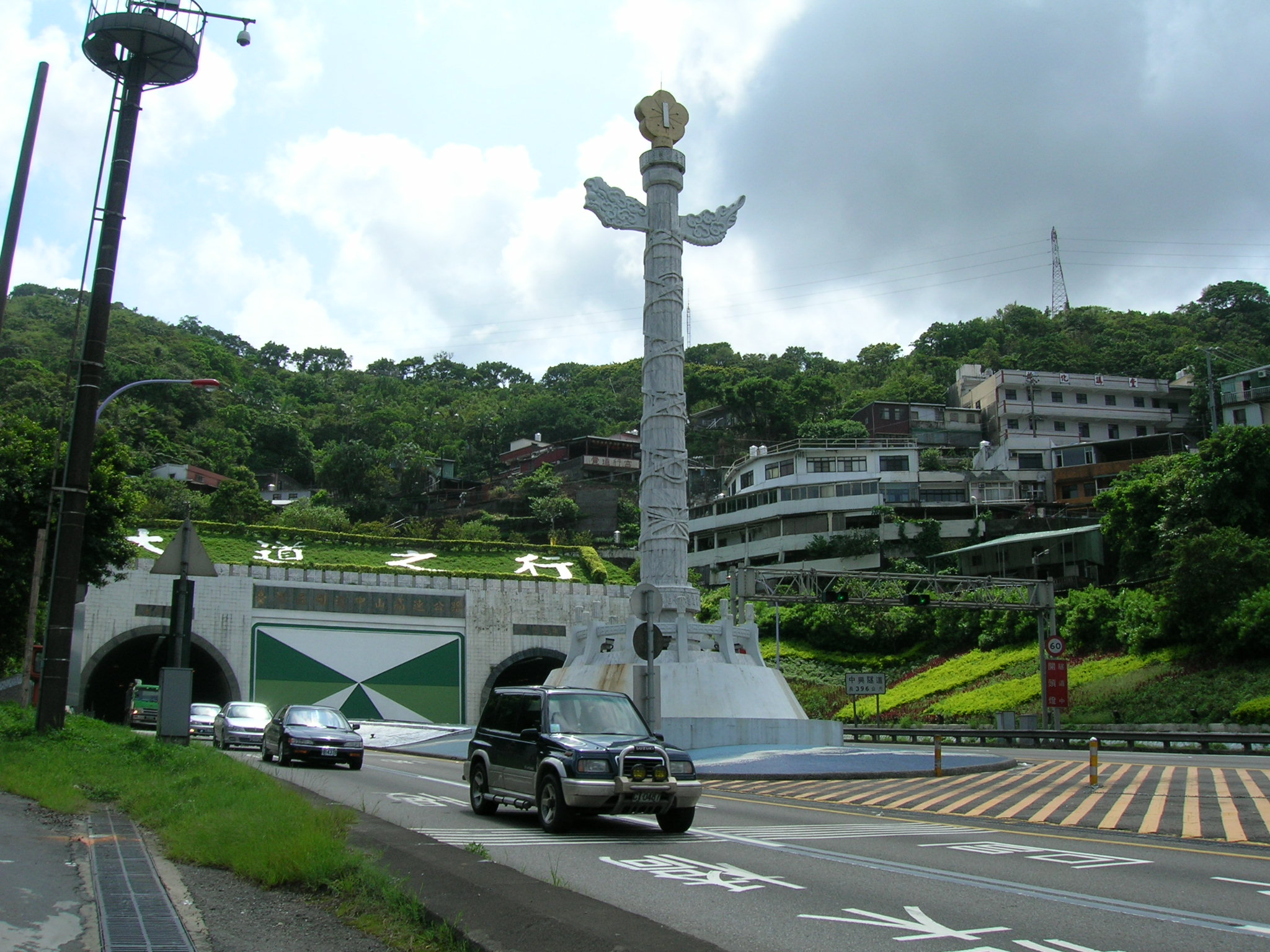
大業隧道（左）與中興隧道（右）

| 名稱     | 長度    | 長度    | 竣工日期 |
| 名稱     | 南下    | 北上    | 竣工日期 |
| -------- | ------- | ------- | -------- |
| 中興隧道 | 396公尺 | 不適用  | 1964年   |
| 大業隧道 | 不適用  | 556公尺 | 1978年   |

### 計畫中隧道
| 名稱     | 長度       | 預定完工日期 |
| -------- | ---------- | ------------ |
| 湖新隧道 | 約200公尺  | 2033年       |
| 湖口隧道 | 約3000公尺 | 2033年       |

### 主要橋樑
- 大安溪橋（跨越大安溪）
- 中沙大橋（跨越濁水溪，為感謝沙烏地阿拉伯資助興建特此命名紀念）
- 曾文大橋（跨越曾文溪）

### 戰備跑道[15]
- 員林戰備道（彰化－溪湖）
- 民雄戰備道（嘉義－民雄）
- 麻豆戰備道（新營－麻豆）
- 仁德戰備道（仁德－岡山）

### 服務區與休息站
| 名稱       | 里程 | 位置         | 營運商                   | 備註                                         |
| ---------- | ---- | ------------ | ------------------------ | -------------------------------------------- |
| 中壢服務區 | 55K  | 桃園市中壢區 | 南仁湖育樂股份有限公司   | 設置龍林街出口通道通往大竹。                 |
| 楊梅休息站 | 71K  | 桃園市楊梅區 | 南仁湖育樂股份有限公司   | 楊梅收費站改建，僅南下設置，限高架路段使用。 |
| 湖口服務區 | 86K  | 新竹縣湖口鄉 | 南仁湖育樂股份有限公司   |                                              |
| 泰安服務區 | 159K | 臺中市后里區 | 統一超商股份有限公司     |                                              |
| 西螺服務區 | 229K | 雲林縣西螺鎮 | 新東陽股份有限公司       |                                              |
| 新營服務區 | 284K | 臺南市後壁區 | 全家便利商店股份有限公司 | 設置便道通往後壁、新營、鹽水。               |
| 仁德服務區 | 335K | 臺南市仁德區 | 統一超商股份有限公司     |                                              |

### 地磅站
| 名稱       | 里程 | 位置         | 動態地磅 | 備註       |
| ---------- | ---- | ------------ | -------- | ---------- |
| 汐止地磅站 | 9K   | 新北市汐止區 | 南向     |            |
| 湖口地磅站 | 81K  | 新竹縣湖口鄉 |          | 預定興建   |
| 造橋地磅站 | 117K | 苗栗縣造橋鄉 |          |            |
| 后里地磅站 | 162K | 臺中市后里區 | 北向     |            |
| 員林地磅站 | 218K | 彰化縣埤頭鄉 | 南向     |            |
| 斗南地磅站 | 246K | 雲林縣斗南鎮 |          | 僅北上設置 |
| 新營地磅站 | 280K | 臺南市新營區 | 南向     |            |
| 新市地磅站 | 313K | 臺南市新市區 | 南向     |            |
| 岡山地磅站 | 346K | 高雄市岡山區 | 北向     |            |

## 車道數及速限
主線
| 路段                                               | 車道數 | 車道數 | 車道數 | 速限（km/h） | 速限（km/h） | 備註 |
| 路段                                               | 南下   | 北上   | 雙向   | 南下         | 北上         | 備註 |
| -------------------------------------------------- | ------ | ------ | ------ | ------------ | ------------ | ---- |
| 基隆端～基隆交流道                                 | 2      | 2      | 4      |              |              |      |
| 基隆交流道～大華系統交流道                         | 2      | 2      | 4      |              |              |      |
| 大華系統交流道～五堵交流道                         | 4      | 4      | 8      |              |              |      |
| 五堵交流道～汐止系統交流道                         | 3      | 2      | 5      |              |              |      |
| 汐止系統交流道～汐五高架汐止端                     | 5      | 4      | 9      |              |              |      |
| 汐五高架汐止端～內湖交流道                         | 3      | 2      | 5      |              |              |      |
| 內湖交流道～圓山交流道                             | 2      | 2      | 4      |              |              |      |
| 圓山交流道～臺北交流道南出北入匝道                 | 4      | 4      | 8      |              |              |      |
| 臺北交流道區間                                     | 3      | 3      | 6      |              |              |      |
| 臺北交流道北出南入匝道～五股交流道南出北入匝道     | 4      | 4      | 8      |              |              |      |
| 五股交流道區間                                     | 3      | 3      | 6      |              |              |      |
| 五股交流道北出南入匝道～機場系統交流道南出北入匝道 | 4      | 4      | 8      |              |              |      |
| 機場系統交流道區間                                 | 3      | 3      | 6      |              |              |      |
| 機場系統交流道北出南入匝道～中壢服務區南出北入匝道 | 4      | 4      | 8      |              |              |      |
| 中壢服務區區間                                     | 3      | 3      | 6      |              |              |      |
| 中壢服務區北出南入匝道～內壢交流道                 | 4      | 4      | 8      |              |              |      |
| 內壢交流道～中壢轉接道北端                         | 3      | 3      | 6      |              |              |      |
| 中壢轉接道                                         | 5      | 5      | 10     | [ 註 1 ]     |              |      |
| 中壢轉接道南端～湖口交流道                         | 3      | 3      | 6      |              |              |      |
| 湖口交流道～湖口服務區                             | 3      | 4      | 7      |              |              |      |
| 湖口服務區～新竹交流道                             | 3      | 3      | 6      |              |              |      |
| 新竹交流道～新竹系統交流道                         | 3      | 4      | 7      |              |              |      |
| 新竹系統交流道～三義交流道                         | 3      | 3      | 6      |              |              |      |
| 三義交流道～大安溪橋                               | 3      | 4      | 7      |              |              |      |
| 大安溪橋～王田交流道分流橋北端                     | 3      | 3      | 6      |              |              |      |
| 王田交流道分流橋                                   | 2+2    | 2+2    | 8      | [ 註 2 ]     |              |      |
| 王田交流道分流橋南端～彰化系統交流道               | 3      | 3      | 6      |              |              |      |
| 彰化系統交流道～彰化交流道南出北入匝道             | 4      | 4      | 8      |              |              |      |
| 彰化交流道區間                                     | 3      | 3      | 6      |              |              |      |
| 彰化交流道北出南入匝道～員林交流道                 | 4      | 4      | 8      |              |              |      |
| 員林交流道～員林地磅站                             | 3      | 3      | 6      |              |              |      |
| 員林地磅站～北斗交流道                             | 4      | 4      | 8      |              |              |      |
| 北斗交流道～斗南交流道                             | 3      | 3      | 6      |              |              |      |
| 斗南交流道～雲林系統交流道南出北入匝道             | 4      | 4      | 8      |              |              |      |
| 雲林系統交流道區間                                 | 3      | 3      | 6      |              |              |      |
| 雲林系統交流道北出南入匝道～斗南地磅站             | 4      | 4      | 8      |              |              |      |
| 斗南地磅站～台南系統交流道                         | 3      | 3      | 6      |              |              |      |
| 台南系統交流道～永康交流道                         | 4      | 3      | 7      | [ 註 3 ]     |              |      |
| 永康交流道～仁德系統交流道                         | 3      | 3      | 6      | [ 註 3 ]     |              |      |
| 仁德系統交流道～楠梓交流道                         | 3      | 3      | 6      |              |              |      |
| 楠梓交流道～鼎金系統交流道南出北入匝道             | 4      | 4      | 8      |              |              |      |
| 鼎金系統交流道區間                                 | 3      | 3      | 6      |              |              |      |
| 鼎金系統交流道北出南入匝道～高雄交流道A出口        | 5      | 5      | 10     |              |              |      |
| 高雄交流道A出入口～高雄交流道南下B出入口           | 4      | 4      | 8      |              |              |      |
| 高雄交流道南下B出入口～高雄交流道北上B出入口       | 3      | 3      | 6      |              |              |      |
| 高雄交流道北上B出入口～五甲系統交流道              | 4      | 4      | 8      |              |              |      |
| 五甲系統交流道～五甲交流道                         | 3      | 3      | 6      |              |              |      |
| 五甲交流道～高雄端A出入口                          | 4      | 5      | 9      |              |              |      |
| 高雄端A出入口～高雄端高雄港聯外高架道路匝道        | 2      | 2      | 4      |              |              |      |

高架道路
| 路段                       | 車道數 | 車道數 | 車道數 | 速限 （km/h） | 備註 |
| 路段                       | 南下   | 北上   | 雙向   | 速限 （km/h） | 備註 |
| -------------------------- | ------ | ------ | ------ | ------------- | ---- |
| 汐止端～環北交流道         | 2      | 2      | 4      |               |      |
| 環北交流道～五股轉接道     | 3      | 3      | 6      |               |      |
| 五股轉接道～泰山轉接道     | 2      | 2      | 4      |               |      |
| 泰山轉接道～中壢轉接道北端 | 3      | 3      | 6      |               |      |
| 中壢轉接道                 | 5      | 5      | 10     | [ 註 1 ]      |      |
| 中壢轉接道南端～楊梅端     | 2      | 2      | 4      |               |      |

## 相關資訊
- 收費方式：採計程收費方式計費，每日每車前20公里免費，20公里至200公里間採每公里1.2元計費，200公里以後採每公里0.9元計費。如遇連續假期（如春節等）則採取不同費率計費。
- 興建單位：
  - 臺灣省公路局（中興隧道）
  - 交通部台灣區國道新建工程局（基隆端至高雄端中山四路匝道、大業隧道）
  - 交通部高速公路局（高雄端中山四路匝道至高雄端新生路匝道）
- 維護單位：交通部高速公路局
- 管理單位：內政部警政署國道公路警察局

## 車種限制
- 國道高速公路局尚未公告開放排氣量逾550c.c.大型重型機車行駛，目前國道1號全線（包含五股楊梅高架道路、汐止五股高架道路）禁止排氣量逾550c.c.大型重型機車行駛，可改道行駛台61線西部濱海快速公路、台1線、台3線。

## 後續工程
中山高速公路也有諸多後續工程有待建設，如下：
- 新增交流道
  - 造橋交流道
  - 五楊高架中豐交流道
  - 頭份第二交流道（尚未命名）
  - 岡山第二交流道（尚未命名）[16]
- 楊梅頭份高架道路[17]
  - 將五股楊梅高架道路的端點楊梅端修改成楊梅轉接道、以高架、隧道、路堤拓寬等方式延伸，連結國道3號新竹系統交流道[18]
  - 新竹系統交流道至國道3號茄苳交流道路段拓寬。
  - 楊梅頭份高架道路未來可能會繼續延伸到苗栗縣銅鑼鄉竹科銅鑼園區
- 台中后里至大雅段、彰化路段拓寬一車道[19]
- 國道1號高雄都會區路段高架中央拓寬[20]
- 國道一號連結台南都會區北外環快速道路系統交流道（大洲交流道）[21]
- 高屏第二東西向快速公路系統交流道
  - 高屏第二快速公路，高雄段跨越中山高，擬在八德二路附近增設國一仁武（八卦寮）交流道[22]。
- 林口A、B交流道壅塞改善、南下泰山轉接道至林口A交流道拓寬

### 文獻
- 陳俊，1987年，《臺灣道路發展史》，交通部運輸研究所出版
- 中山高速公路
- 中華民國93年高速公路年報 （页面存档备份，存于）
- 中華民國94年高速公路年報 （页面存档备份，存于）
- 中華民國95年高速公路年報 （页面存档备份，存于）
- 中華民國96年高速公路年報 （页面存档备份，存于）
- 中華民國97年高速公路年報 （页面存档备份，存于）
- 中華民國98年高速公路年報 （页面存档备份，存于）
- 中華民國99年高速公路年報 （页面存档备份，存于）
- 中華民國100年高速公路年報 （页面存档备份，存于）
- 中華民國101年高速公路年報 （页面存档备份，存于）
- 中華民國102年高速公路年報 （页面存档备份，存于）
- 中華民國103年高速公路年報 （页面存档备份，存于）
- 中華民國104年高速公路年報 （页面存档备份，存于）
- 中華民國105年高速公路年報 （页面存档备份，存于）
- 中華民國106年高速公路年報 （页面存档备份，存于）
- 中華民國107年高速公路年報 （页面存档备份，存于）
- 中華民國108年高速公路年報 （页面存档备份，存于）
- 中華民國109年高速公路年報 （页面存档备份，存于）

- 中華民國110年高速公路年報 （页面存档备份，存于）
- 中華民國111年高速公路年報
- 中華民國112年高速公路年報

## 外部連結
- OpenStreetMap上有關中山高速公路的地理
- 國道高速公路局（页面存档备份，存于）